# 军事管制委员会

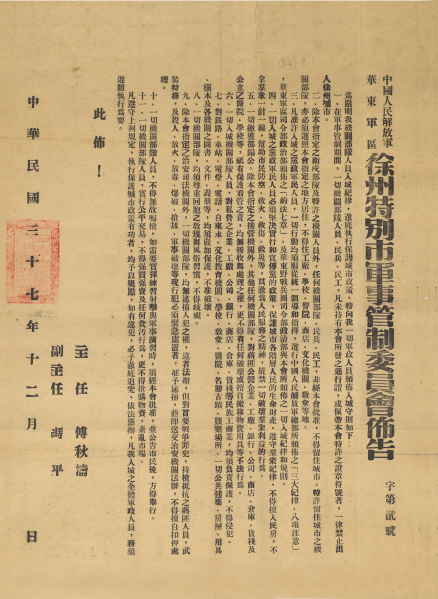
徐州市军管会布告（入城守则）

军事管制委员会，简称军管会，是中华人民共和国在战争时期与特殊政治时期所采取的一种特殊管理方式和临时行政机关，其通过派出军事机构而对某部门或地域进行有效的军事管制与行政管理。
中华人民共和国一共实施过两次军事管制委员会制度。第一次为中华人民共和国成立初期（1949年至1953年），第二次为文化大革命前期（1968年至1972年）。

## 第一次军事管制

### 概述
第二次国共内战期间，随着中国人民解放军在中国大陸范围内接连获胜，解放军开始接受与管理新占领的城市。1948年，中共中央已发布《关于军事管制问题的指示》、《关于解放区军事管制条例》和《关于新解放城市军事管制时期的各项政策》等文件，在北平、天津、南京、武汉、上海、广州等大城市成立了军事管制委员会。
|                                                     | 凡人民解放军初解放的地方，应一律实施军事管制，取消国民党反动政权机关；由中央人民政府或前线军政机关，委任人员组成军事管制委员会和地方人民政府，领导人民建立革命秩序，镇压反革命活动，并在条件许可时召集各界人民代表会议。军事管制时间的长短，由中央人民政府依据各地的军事政治情况而定。 |
| ——1949年9月《中国人民政治协商会议共同纲领》第十四条 | |

### 结构设置
1948年9月至1950年3月，成立军事管制委员会的主要城市和成立时间、负责人如下：
| 机构         | 成立时间       | 主任                  | 副主任                    | 委员                                                             | 后续行政机构   |
| ------------ | -------------- | --------------------- | ------------------------- | ---------------------------------------------------------------- | -------------- |
| 南京市军管会 | 1949年4月28日  | 刘伯承 粟裕（后任）   | 宋任穷 唐亮（后任）       |                                                                  | 南京市人民政府 |
| 徐州市军管会 | 1948年12月2日  | 傅秋涛                |                           |                                                                  | 徐州市人民政府 |
| 上海市军管会 | 1949年5月27日  | 陈毅                  | 粟裕                      | 陈毅 粟裕 曾山 潘汉年 唐亮 宋时轮 郭化若 韦悫 李士英 扬帆 钱俊瑞 | 上海市人民政府 |
| 杭州市军管会 | 1949年5月7日   | 谭震林                |                           |                                                                  | 杭州市人民政府 |
| 西安市军管会 | 1949年5月16日  | 贺龙                  | 贾拓夫 赵寿山 甘泗淇      |                                                                  | 西安市人民政府 |
| 北平市军管会 | 1949年1月1日   | 叶剑英 聂荣臻（后任） |                           |                                                                  | 北京市人民政府 |
| 太原市军管会 | 1949年4月24日  | 徐向前                | 罗瑞卿 赖若愚 胡耀邦      |                                                                  | 太原市人民政府 |
| 天津市军管会 | 1949年1月15日  | 黄克诚 黄敬（后任）   | 黄敬                      | 黄火青 王世英 许建国 李聚奎 钟伟 袁升平                          | 天津市人民政府 |
| 沈阳市军管会 | 1948年11月3日  | 陈云                  | 陶铸 伍修权               |                                                                  | 沈阳市人民政府 |
| 本溪市军管会 | 1948年10月29日 | 汪之力                |                           |                                                                  | 本溪市人民政府 |
| 长春市军管会 | 1948年10月19日 | 唐天际                |                           |                                                                  | 长春市人民政府 |
| 济南市军管会 | 1948年9月25日  | 谭震林                |                           |                                                                  | 济南市人民政府 |
| 青岛市军管会 | 1949年5月2日   | 向明                  |                           |                                                                  | 青岛市人民政府 |
| 蚌埠市军管会 | 1949年1月8日   | 曹荻秋                |                           |                                                                  | 蚌埠市人民政府 |
| 合肥市军管会 | 1949年1月22日  | 孙仲德                |                           |                                                                  | 合肥市人民政府 |
| 芜湖市军管会 | 1949年4月27日  | 谢振华                |                           |                                                                  | 芜湖市人民政府 |
| 郑州市军管会 | 1948年10月22日 | 张际春                |                           |                                                                  | 郑州市人民政府 |
| 开封市军管会 | 1948年10月25日 | 王其梅                |                           |                                                                  | 开封市人民政府 |
| 武汉市军管会 | 1949年5月23日  | 谭政                  | 陶铸 张平化               |                                                                  | 武汉市人民政府 |
| 南昌市军管会 | 1949年6月6日   | 陈正人                |                           |                                                                  | 南昌市人民政府 |
| 长沙市军管会 | 1949年8月19日  | 萧劲光                | 王首道 陈明仁             |                                                                  | 长沙市人民政府 |
| 福州市军管会 | 1949年8月23日  | 韦国清                |                           |                                                                  | 福州市人民政府 |
| 厦门市军管会 | 1949年10月20日 | 叶飞                  |                           |                                                                  | 厦门市人民政府 |
| 广州市军管会 | 1949年10月21日 | 叶剑英                | 赖传珠                    |                                                                  | 广州市人民政府 |
| 桂林市军管会 | 1949年11月30日 | 陈漫远                | 何伟 钟伟                 |                                                                  | 桂林市人民政府 |
| 南宁市军管会 | 1949年12月22日 | 莫文骅                |                           |                                                                  | 南宁市人民政府 |
| 贵阳市军管会 | 1949年11月22日 | 苏振华                | 曾固 赵健民               |                                                                  | 贵阳市人民政府 |
| 重庆市军管会 | 1949年12月3日  | 张际春                | 陈锡联 张霖之             |                                                                  | 重庆市人民政府 |
| 成都市军管会 | 1949年12月21日 | 李井泉                | 周士第 王新亭 阎秀峰      |                                                                  | 成都市人民政府 |
| 昆明市军管会 | 1950年3月4日   | 陈赓                  | 周保中                    |                                                                  | 昆明市人民政府 |
| 兰州市军管会 | 1949年8月23日  | 张宗逊                | 张德生 吴鸿宾 韩练成 任谦 |                                                                  | 兰州市人民政府 |
| 西宁市军管会 | 1949年9月8日   | 冼恒汉                | 张国声                    |                                                                  | 西宁市人民政府 |
| 银川市军管会 | 1949年9月26日  | 杨得志                | 马鸿宾 朱敏 曹又参        |                                                                  | 银川市人民政府 |

军事管制委员会的职责是在临时接管时期对城市内的资本、人员、户籍、学校、共产党组织进行筹备与调整，并负责城市防卫、工厂与人员安置。自当地地方人民政府建立后，即取消军事管制委员会编制。1953年后，中央人民政府委员会发布《关于召开全国人民代表大会及地方各级人民代表会议的决议》，并通过一系列地方各级的人民代表大会与行政机构设置后，遂结束城市军管工作。

## 第二次军事管制
1968年，上海造反派发动一月风暴，相继占领地方政权，此后全国各地的夺权之风迅速蔓延，全国公安、检察、法院等机关相继失去作用，社会秩序陷入混乱。
为避免国防、沿海、交通要道、专政机构、机密单位、宣传舆论阵地、国防工厂、重要仓库等部门受到牵连，中共中央、国务院、中共中央军委陆续作出了关于实行军事管制的决定。1967年，中共中央发出《关于广播电台问题的通知》，首先派出军队对广播电台进行军事管制。同月，全国的物资粮仓、监狱、民用航空系统开始军事管制。此后，公安局、国防工业部、国防科学技术研究院等部门均实行军事管制，负责坚持生产指挥与机构安全。
1972年8月，中共中央、中央军委作出了撤销军事管制领导机构的决定，相关的军事管制指挥机构相继撤销，军管人员陆续撤回军队。